# Trichoniscus pterydicola
Trichoniscus pterydicola är en kräftdjursart som beskrevs av Paulian de Felice 1940D. Trichoniscus pterydicola ingår i släktet Trichoniscus och familjen Trichoniscidae. Inga underarter finns listade i Catalogue of Life.